# Serida latens
Serida latens är en insektsart som beskrevs av Walker 1857. Serida latens ingår i släktet Serida och familjen Lophopidae. Inga underarter finns listade i Catalogue of Life.